# Extern
Extern (lat. externus, „(dr)außen (befindlich)“) ist ein Adjektiv und bezeichnet einen Sachverhalt, der außerhalb eines anderen Sachverhalts steht. Extern bedeutet demnach draußen befindlich oder auswärtig.

## Verwendungen
- Früher bezeichnete man Schüler, die außerhalb eines Alumnats wohnten, als Externe.[2]
- Mit Externa bezeichnet man in der Medizin äußerlich anzuwendende Heilmittel (z. B. Salben, Puder.)[3]
- Mit extern werden in der Wirtschaft Vorgänge oder Werte gemeint, die außerhalb des/der eigenen Unternehmens oder Behörde ablaufen bzw. bestehen.
- In Unternehmen oder in einer Behörde werden auch Berater, die von anderen Unternehmen kommen, als Externe bezeichnet.
- Anfangs werden Quereinsteiger in Firmen oder Gruppen subjektiv als Externe betrachtet.